# Pic du Crabere
Pic de Sauvegarde (hiszp. Pico de Salvaguardia) – szczyt w Pirenejach. Leży na granicy między Hiszpanią (Lleida (prowincja)) a Francją (departamenty Górna Garonna i Ariège). Należy do podgrupy "Benasque" w Pirenejach Centralnych.